# Nokia C6
 (juin 2024).
Le Nokia C6 est un smartphone de Nokia. Il a été officiellement annoncé le 13 avril 2010. Il est le second téléphone de la série C. Il est orienté réseaux sociaux et comporte la 3G+, un appareil photo de 5 mégapixels (autofocus et flash intégré), la radio FM. Il y a deux coloris, noir et blanc.

## Caractéristiques
- Système d'exploitation Symbian OS S60 V5
- Appareil photo de 5 mégapixel avec autofocus et flash DEL
- Wifi
- A-GPS
- Radio FM
- DAS : ? W/kg.